# Departamento de Bababé
Bababé es un departamento de la región de Brakna, en Mauritania. En marzo de 2013 presentaba una población censada de 37 251 habitantes. Está formado por las siguientes comunas, que se muestran asimismo con población de marzo de 2013:
- Aéré M'Bar 16,270
- Bababé 12,883
- El Verae 8,098[1]